# Ghazi Abdel-Qadir
Ghazi Abdel-Qadir (* 7. Januar 1948) ist ein deutschsprachiger Jugendbuchautor palästinensischer Herkunft. Er lebt in Wilnsdorf bei Siegen (Nordrhein-Westfalen).

## Leben
Abdel-Qadir wurde 1948 in der Nähe von Nazareth geboren. Mit 16 Jahren musste er die Schule abbrechen, um seine Familie mit zu versorgen. Er arbeitete unter anderem als Hotelboy, Bauchladenverkäufer, Briefeschreiber, als Kellner und später als Restaurantbesitzer in Kuwait. Nach einigen Jahren holte er in Jordanien die Schule nach, um sein Abitur zu machen. 1975 studierte er in Bonn und Siegen u. a. Germanistik, Anglistik, Evangelische Theologie und Islamwissenschaft. Nach einiger Zeit, in der er als Übersetzer, Lehrbeauftragter und Privatdozent arbeitete, widmete er sich 1988 ganz der Schriftstellerei. Seine auf Deutsch geschriebenen Bücher wurden in mehr als 26 Sprachen übersetzt. Er wurde für Preise nominiert und ausgezeichnet. Ghazi Abdel-Qadir hat eine enge Beziehung zu seiner Heimat Palästina, die in seinen Büchern erkannt werden kann.

## Werke

### Kinder- und Jugendbücher
- Abdallah und ich. Beltz und Gelberg, 1991, ISBN 3-407-80699-X. ab 14[2]
- Die sprechenden Steine. Beltz und Gelberg, 1992, ISBN 3-407-79600-5.
- Mustafa mit dem Bauchladen. Nagel und Kimche, 1993, ISBN 3-312-00765-8. ab 10
- Spatzenmilch und Teufelsdreck. Klopp Verlag, 1993, ISBN 3-7817-0108-5.
- Der Wasserträger: die Geschichte von Abu Ali, seinem Esel Schamschum und all den anderen. J und V, 1994, ISBN 3-224-11344-8. ab 8
- Das Blechkamel. Illustrationen von Bettina Buresch. Klopp Verlag, 1994, ISBN 3-7817-0109-3. ab 10
- Mohammed – Worte wie Oasen. Verlag Herder, 1995, ISBN 3-451-23864-0.
- Schamsi und Ali Baba. Illustrationen von Peter Klaucke. Nagel und Kimche, 1995, ISBN 3-312-00780-1. ab 7
- Sulaiman. Beltz und Gelberg, 1995, ISBN 3-407-79668-4.
- Hälftchen und das Gespenst. Illustrationen von Birgitta Heiskel. Dachs-Verlag, 1997, ISBN 3-85191-095-8.
- Mountainbike und Mozartkugeln. Illustrationen von Charlotte Panowsky. Klopp Verlag, 1997, ISBN 3-7817-0110-7. ab 10
- Mister Petersilie. Illustrationen von Dorothea Göbel. Sauerländer Verlag, 1997, ISBN 3-7941-4260-8. ab 10
- Weizenhaar. Ein Sommer in Marokko. Sauerländer Verlag, 1998, ISBN 3-7941-4322-1. ab 12
- Das Geschenk von Großmutter Sara. Illustrationen von Harmen van Straaten. Sauerländer Verlag, 1999, ISBN 3-7941-4459-7.
- Coco & Laila-Reihe: ab 10
  - Rätsel um Laila. (Band 1) Franz Schneider Verlag, 1999, ISBN 3-505-10925-8
  - Immer diese Väter. (Band 2) Franz Schneider Verlag, 1999, ISBN 3-505-10926-6
  - Janka hält dicht. (Band 3) Franz Schneider Verlag, 1999, ISBN 3-505-10927-4
  - Abenteuer in Kairo. (Band 4) Franz Schneider Verlag, 2000, ISBN 3-505-11175-9
  - Doppeltes Glück. (Band 5) Franz Schneider Verlag, 2000, ISBN 3-505-11176-7
  - Überraschung aus dem Orient. (Band 6) Franz Schneider Verlag, 2000, ISBN 3-505-11417-0
- Bombastus. Ein zweites Pony muss her! Illustrationen von Susanne Smajić. Sauerländer Verlag, 2000, ISBN 3-7941-4615-8.
- Tim und der Wolfshund. Egmont Schneider Verlag, 2001, ISBN 3-505-11259-3.
- Ein Mantel für den Wiedehopf. Illustrationen von Martina Mair. Sauerländer Verlag, 2003, ISBN 3-7941-4987-4.

### Weitere Bücher
- Der Zauber der arabischen Küche: traditionsreiche Rezepte aus allen arabischen Ländern. Co-Autor Silke Weber. Heyne Verlag, 1988, ISBN 3-453-02719-1.

## Auszeichnungen
- 1992: Friedrich-Gerstäcker-Preis der Stadt Braunschweig für „Abdallah und Ich“
- 1992 und 1994: Auswahlliste zum Deutschen Jugendliteraturpreis (Deutscher Jugendliteraturpreis) (1992: „Abdallah und Ich“, 1994: „Die sprechenden Steine“)
- 1993: Literaturpreis der Stadt Boppard für „Spatzenmilch und Teufelschreck“
- 1993 und 1998: Literaturpreis „Fällt aus dem Rahmen“ der Zeitschrift Eselsohr
- 1994: Zürcher Jugendbuchpreis für „Mustafa mit dem Bauchladen“
- 1994: Österreichischer Jugendbuchpreis für „Mustafa mit dem Bauchladen“
- 1994: Gustav-Heinemann-Friedenspreis für Kinder- und Jugendbücher